# Hadir Lazame
Hadir Ali Lazame (ar. حيدر علي لازم ;ur. 1 lipca 1975) – iracki judoka. Olimpijczyk z Aten 2004, gdzie odpadł w eliminacjach w wadze ciężkiej. 
Chorążych reprezentacji na ceremonii otwarcia igrzysk w 2004 roku.

## Letnie Igrzyska Olimpijskie 2004
| Konkurencja | Eliminacje                   | Klas. końcowa |
| Konkurencja | Przeciwnik I                 | Miejsce       |
| ----------- | ---------------------------- | ------------- |
| +100 kg     | Jełdos Ichsangalijew (KAZ) P | 1 runda       |